# 羅平 (李接)
羅平（らへい）は南宋時代に広西で李接が自立し建てた私年号。1179年旧6月 - 旧10月。

## 西暦との対照表
| 羅平 | 元年   |
| 西暦 | 1179年 |
| 干支 | 己亥   |